# Dorina Hernández Palomino
Dorina Hernández Palomino (Cartagena de Indias, 23 de julio de 1966), conocida como Cha Dorina, es una educadora, gestora cultural y política colombiana.
Hernández es una lideresa de la comunidad palenquera, y formó parte del colectivo que sustentó el proyecto para que Palenque fuera declarada Patrimonio Oral e inmaterial de la Humanidad por la Unesco en el año 2005. Ha sido asesora del Ministerio de Educación Nacional en el direccionamiento de la política nacional de etnoeducación afrocolombiana. En 2022 fue electa como representante del departamento de Bolívar a la Cámara de Representantes, dentro de la coalición Pacto Histórico, convirtiéndose en la primera mujer palenquera en llegar al congreso de Colombia.
Desde diciembre de 2023 es la presidenta del partido Soy Porque Somos.

## Biografía
Dorina Hernández Palomino nació en el barrio Chambacú de Cartagena el 23 de julio de 1966, a donde habían llegado sus padres Lorenza Palomino, y Manuel Hernández, procedentes de San Basilio de Palenque. Tras el fallecimiento del padre, la madre vendió la casa y regresó con sus hijos a Palenque donde Dorina Hernández se crio.
A finales de la década de 1970 inició su trabajo de alfabetización de comunidades negras en Cartagena, Palenque y otras áreas del departamento de Bolívar con un grupo de educadores que se movilizaban en una biblioteca rodante.
Estudió administración educativa y cursó una maestría en educación comunitaria. Fue miembro del movimiento organizativo de Comunidades Negras de Colombia y ponente de la declaratoria de Palenque como patrimonio oral e intangible de la humanidad por parte de la Unesco. Es la coautora de la «Cartilla de la lengua palenquera», del libro «Lineamientos curriculares para la educación en comunidades negras» del libro «Enfoque y perspectiva de la Etnoeducación y Cátedra de Estudios Afrocolombianos» y también es miembro del equipo de investigación del libro «Léxico Palenquero».
En 2018 fue homenajeada en el XXXIII Festival de Tambores y Expresiones Culturales de Palenque donde recibió el título de «Cha» o autoridad.

### Participación política

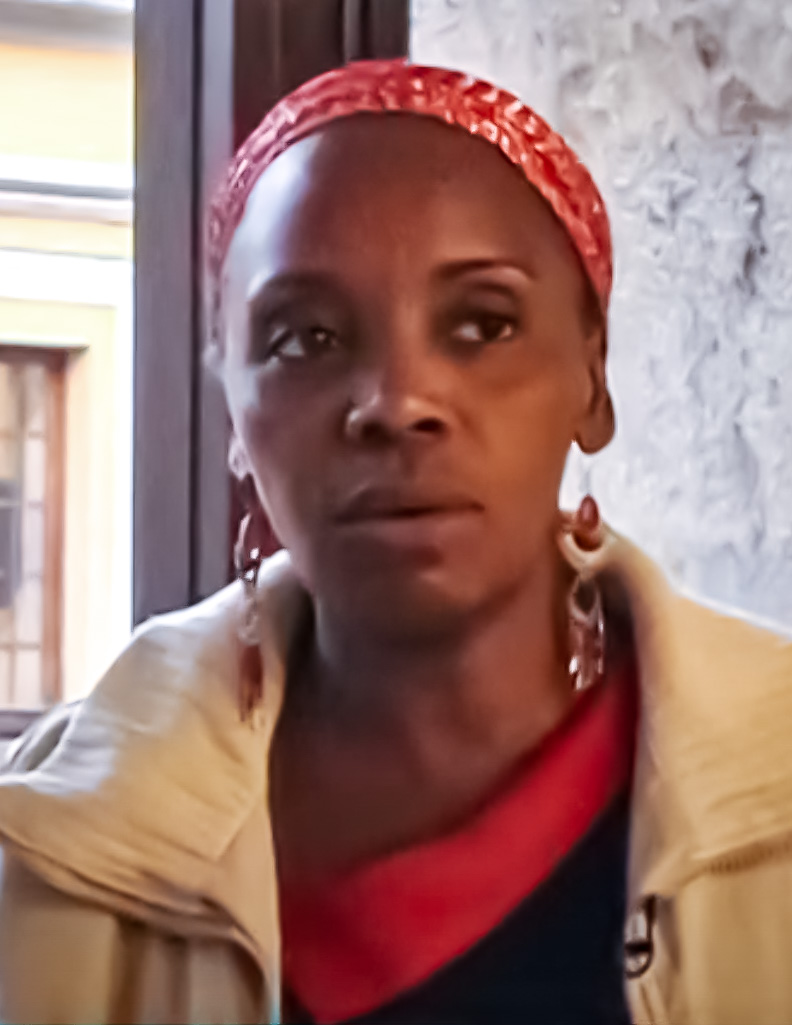
Dorina Hernández en 2014

Dorina Hernández incursionó en la política desde antes de la creación de la constitución política de 1991 cuando se vinculó a la organización Proceso de Comunidades Negras (PCN) junto con su esposo el defensor de derechos humanos Dionisio Miranda Tejedor, logrando incluir algunos avances en derechos de las comunidades afro en la Asamblea Nacional Constituyente. Igualmente participaron en la creación de los partidos y movimientos políticos Polo Democrático, Colombia Renaciente y Soy Porque Somos. Hernández trabajó también en las campañas de su esposo Dionisio quien fue candidato a la gobernación de Bolívar y a la alcaldía de Cartagena.
Hernández ha presidió la Asociación Asopraduce que reúne a las mujeres palanqueras que trabajan en el centro histórico de Cartagena y que producen dulces y artesanías en San Basilio de Palenque a quienes respaldó y asesoró durante la pandemia del COVID-19.  Su esposo Dionisio Miranda falleció en 2021 a causa de complicaciones derivadas del contagio con el coronavirus.
En febrero de 2022 la entonces candidata a la presidencia Francia Márquez convocó a Hernández para liderar la lista del Pacto Histórico en el departamento de Bolívar después de que la anterior lista que se había conformado fuera revocada por el Consejo Nacional Electoral. Dorina Hernández participó en las elecciones legislativas en representación del movimiento Soy Porque Somos. Obtuvo más de 82 mil votos. Su victoria fue destacada por varios medios de comunicación por ser la primera mujer palenquera en llegar al congreso de la República.

## Distinciones
- Reconocimiento como mujer del año en Cartagena y Bolívar 2006.[11]
- Ganadora del Premio en Gestión Cultural 2006, Ministerio de Cultura Nacional de Colombia.[13]
- Reconocimiento de Experiencia destacadas por el Concurso Somos Patrimonio del Convenio Andrés Bello.[cita requerida]
- En 2018 fue homenajeada en el XXXIII Festival de Tambores y Expresiones Culturales de Palenque donde recibió el título de «Cha» o autoridad.[8]